# Araknologi
Araknologi eller arachnologi (grekiska ἀράχνη, Arachne,  "spindel", och λογία, Logia, "lära") är det vetenskapliga studiet av spindeldjur (Arachnida), vilket inbegriper spindlar och liknande djur som skorpioner, mosskorpioner och lockespindlar.
Det vetenskapliga studiet av specifikt spindlar heter araneologi, efter Araneae, ordningen spindlar.